# اتو فرخارده
اتو فرخارده (انگلیسی: Otto Vergaerde؛ زادهٔ ۱۵ ژوئیهٔ ۱۹۹۴ ‏(۳۰ سال)) دوچرخه‌سوار اهل بلژیک است.
از باشگاه‌هایی که در آن بازی کرده‌است می‌توان به اسپورت فلاندر-بالوزه اشاره کرد.
وی در مسابقات کشوری و بین‌المللی در مجموع برندهٔ ۱ مدال طلا، ۱ مدال نقره، ۱ مدال برنز شده‌است.